# Polina Dmitrijewna Komar
Polina Dmitrijewna Komar (russisch Полина Дмитриевна Комар; * 4. November 1999 in Moskau) ist eine russische Synchronschwimmerin.

## Erfolge
Polina Komar wurde 2017 in Budapest mit der Mannschaft sowohl im technischen als auch im freien Programm Weltmeisterin und wiederholte diesen Erfolg bei den Weltmeisterschaften 2019 in Gwangju. Darüber hinaus gewann sie mit der Mannschaft auch in der Kombination Gold. Dazwischen belegte sie im technischen und im freien Programm bei den Europameisterschaften 2018 in Glasgow ebenfalls den ersten Platz. 2020 verteidigte sie in Budapest mit der Mannschaft den EM-Titel im technischen Programm.
Bei den 2021 ausgetragenen Olympischen Spielen 2020 in Tokio ging Komar für die unter dem Teamnamen „ROC“ startende russische Delegation im Wettbewerb in der Gruppe an den Start. Zusammen mit Swetlana Kolesnitschenko, Swetlana Romaschina, Alexandra Pazkewitsch, Alla Schischkina, Marija Schurotschkina, Marina Goljadkina und Wlada Tschigirjowa erzielte sie sowohl in der technischen Übung als auch in der Kür jeweils das beste Resultat, womit die Russinnen auch die Gesamtwertung als Erste abschlossen und als Olympiasiegerinnen die Goldmedaillen gewannen. Auf den Podestplätzen folgten die chinesische und die ukrainische Mannschaft.